# Augusta Reuss-Ebersdorf
Augusta von Reuß-Ebersdorf-Lobenstein (ur. 19 stycznia 1757 w Ebersdorf, zm. 16 listopada 1831 w Coburgu) – księżna Saksonii-Coburga-Saalfeld.
Była córką Henryka XXIV Reuß-Ebersdorf i jego żony Karoliny Ernesty Erbach-Schönberg. 13 czerwca 1777 roku wyszła za mąż za Franciszka z Saksonii-Coburga-Saalfeld. Uroczystość zaślubin odbyła się w Ebersdorfie. Otrzymała tytuł księżnej. Franciszek i Augusta doczekali się dziewięciorga dzieci:
- Zofii (1778–1835);
- Antoniny (1779–1824);
- Julii znanej jako Anna Fiodorowna (1781–1860), pierwszej żony Konstantego Pawłowicza, brata carów Rosji Aleksandra I i Mikołaja I;
- Ernesta I (1784–1844);
- Ferdynanda (1785–1851), ojca Ferdynanda II, króla Portugalii i dziadka Ferdynanda I, cara Bułgarii;
- Wiktorii (1786–1861), księżnej Kentu, matki brytyjskiej królowej Wiktorii;
- Marianny Charlotty (1788–1794);
- Leopolda I (1790–1865), króla Belgii;
- Maksymiliana (1792–1793).